# Década de 1230 a.C.

## Eventos
- 1239 a.C.: Latino, rei na Itália. Ele reinou por trinta e cinco anos.[1]
- 1236 a.C.: Após a morte de Gideão, os israelenses voltam-se para a idolatria.[2][Nota 1]
- 1236 a.C.: Abimeleque, filho de Gideão com uma concubina de Siquém, se proclama rei de Israel, com apoio dos siquemitas, e massacra seus setenta irmãos.[2]
- 1235 a.C.: Jotão, o filho mais novo de Gideão, que havia escapado do massacre de seus irmãos, desafia os siquemitas e profetiza sua ruina. Ele escapa para Beerote.[3]
- 1235 a.C.: Guerra das Amazonas, que invadem a Grécia.[1]
- 1235 a.C.: Teseu rapta Helena.[1]
- 1233 a.C.: No terceiro ano do reinado de Abimeleque, Gaal, um homem de Siquém, conspira contra ele. A conspiração é descoberta por Zebul, e Siquém é totalmente destruída, e coberta de sal.[4]
- 1233 a.C.: Abimeleque sitia Thebez, e é atingido por uma pedra jogada por uma mulher. Ele é morto por seu escudeiro.[4]
- 1233 a.C.: Tola, filho de Puá, da tribo de Issacar, juiz de Israel. Ele julga Israel por 23 anos.[4]

## Mortes
- 1236 a.C.: Gideão,[2] que havia libertado os israelenses dos midianitas.[5]
- 1236 a.C.: Setenta filhos de Gideão, assassinados por Abimeleque sobre uma pedra.[2]
- 1233 a.C.: Todos habitantes de Siquém.[4]
- 1233 a.C.: Abimeleque, quando sitiava Thebez.[4]